# Jane Zhang
Zhang Liangying (cinese semplificato: 张靓颖; cinese tradizionale: 張靚穎; pinyin: Zhāng Liàngyǐng), nota anche come Jane Zhang, (Chengdu, 11 ottobre 1984) è una cantautrice e musicista cinese.
Diviene famosa nel 2005 dopo essersi posizionata terza nel talent show cinese Super Girl. Durante la competizione si distingue per aver cantato in inglese, spagnolo, cantonese e cinese mandarino, e per il suo particolare registro di fischio che la contraddistingue con il soprannome di "Principessa Delfino".
Il suo album di debutto, intitolato The One, nasce per mezzo dei produttori statunitensi Craig Williams e Reid Hyams. Il suo album successivo, Update, si allontana dal mandopop per combinare elementi di R&B e jazz. Zhang, insieme ad artisti come gli U2, Madonna, i Pink Floyd e i Green Day, partecipa al concerto del World Peace One per la sensibilizzazione verso la pace mondiale e raccogliere fondi per scopi umanitari.

## Biografia

### Primi anni
Jane Zhang nasce a Chengdu, in provincia di Sichuan, dove il padre lavora come macchinista per una ditta di trasporti, mentre la madre come impiegata d'ufficio. Tuttavia, all'età di 13 anni, i suoi genitori divorziano e due anni dopo muore il padre. Questo fatto la costringe a lavorare oltre a frequentare la scuola: inizia a cantare in un pub locale, mentre lo zio suona gli accompagnamenti.
Durante queste esibizioni, Zhang entra in contatto con una grande varietà di generi musicali, sviluppando una propensione verso la musica country americana e artisti pop occidentali come Mariah Carey e Christina Aguilera. Poiché Zhang non poteva permettersi i propri lettori musicali, era solita prenderli in prestito dai compagni di classe, e risparmiare i soldi del pranzo per comprarsi le cassette. Dopo essersi diplomata al college, frequenta l'Università di Sichuan dove studia lingue straniere per la specializzazione in inglese; la abbandona nel 2005 per partecipare al talent show Super Girl.

### 2005:Super Girl
Nel 2005 Zhang partecipa alle audizioni a Chengdu del talent show Super Girl, l'equivalente cinese del franchise di Pop Idol, ma unicamente destinato a concorrenti di genere femminile. Superati i round preliminari nella sua regione, entra nella competizione nazionale insieme a Li Yuchun e He Jie.
Durante la trasmissione, acquisisce un nutrito gruppo di ammiratori i cui membri si denominano "Liang Fen" (凉粉), una frase che combina la pronuncia cinese del suo nome e la parola inglese "fan". Zhang dimostra le sue abilità nel cantare in lingue straniere come con i brani di I Still Believe, What's Up?, Beautiful, e Don't Cry for Me, Argentina. Nonostante grande apprezzamento da parte dei critici, non risulta la più popolare tra il pubblico giovanile. Infatti alla finale riceve 1.3 milioni di voti via SMS e, di conseguenza, si piazza terza, dietro a Li Yuchun e Zhou Bichang.

#### Esibizioni
| Data           | Round                      | Brano                                               | Artista originale                             |
| -------------- | -------------------------- | --------------------------------------------------- | --------------------------------------------- |
| 26 maggio 2005 | Round preliminare          | Contigo En La Distancia                             | Christina Aguilera                            |
| 26 maggio 2005 | Round preliminare          | Each Time When I Miss You (每一次想你)              | Coco Lee                                      |
| 4 giugno 2005  | Round I Top 50             | I Turn to You                                       | Christina Aguilera                            |
| 10 giugno 2005 | Round II Top 20            | Any Man of Mine                                     | Shania Twain                                  |
| 17 giugno 2005 | Round III Top 10           | The Best                                            | Tina Turner                                   |
| 24 giugno 2005 | Round IV Top 7             | Country Love (乡恋)                                 | Guyi Li (李谷一)                              |
| 24 giugno 2005 | Round IV Top 7             | Passionate Desert (热情的沙漠)                      | Feifei Auyeung (欧阳菲菲)                     |
| 1º luglio 2005 | Finale di Chengdu          | I Still Believe                                     | Brenda K. Starr                               |
| 1º luglio 2005 | Finale di Chengdu          | Writing A Song (写一首歌)                           | Shunza                                        |
| 15 luglio 2005 | Round I nazionale Top 15   | Long Live Journey (漫步人生路)                      | Teresa Teng                                   |
| 15 luglio 2005 | Round I nazionale Top 15   | Beautiful                                           | Christina Aguilera                            |
| 15 luglio 2005 | Round I nazionale Top 15   | You're the Most Precious (con Li Yuchun) (你最珍贵) | Jacky Cheung e Francesca Gao (张学友、高慧君) |
| 22 luglio 2005 | Round II nazionale Top 12  | Remember Me                                         | Beverley Knight                               |
| 22 luglio 2005 | Round II nazionale Top 12  | How Can You Let Me Be Upset (你怎么舍得我难过)      | Victor Wong                                   |
| 29 luglio 2005 | Round III nazionale Top 10 | Vision of Love                                      | Mariah Carey                                  |
| 29 luglio 2005 | Round III nazionale Top 10 | Jambalaya (On the Bayou)                            | Hank Williams                                 |
| 29 luglio 2005 | Round III nazionale Top 10 | Liu Yanghe (浏阳河)                                 | Hunan Folk Song                               |
| 5 agosto 2005  | Round IV nazionale Top 8   | Don't Cry for Me, Argentina                         | Andrew Lloyd Webber e Tim Rice                |
| 5 agosto 2005  | Round IV nazionale Top 8   | Your Appearance (你的样子)                          | Lo Ta-yu                                      |
| 5 agosto 2005  | Round IV nazionale Top 8   | Bella ciao (啊朋友再见)                             | Unknown                                       |
| 5 agosto 2005  | Round IV nazionale Top 8   | Storm (风暴)                                        | Unknown                                       |
| 12 agosto 2005 | Round V nazionale Top 6    | Nothing's Gonna Stop Us Now                         | Starship                                      |
| 12 agosto 2005 | Round V nazionale Top 6    | Such a Big Tree (好大一棵树)                        | Tian Zhen                                     |
| 12 agosto 2005 | Round V nazionale Top 6    | Sincere Heroes (真心英雄)                           | Jackie Chan                                   |
| 19 agosto 2005 | Round VI nazionale Top 5   | The Fisherman's Song of Ussuri River (乌苏里船歌)   | Canto tradizionale Nanai                      |
| 19 agosto 2005 | Round VI nazionale Top 5   | Lovin' You                                          | Minnie Riperton                               |
| 19 agosto 2005 | Round VI nazionale Top 5   | Old Straw Hat (人間の証明のテーマ)                  | Joe Yamanaka (ジョー山中)                     |
| 19 agosto 2005 | Round VI nazionale Top 5   | Make the World Full of Love (让世界充满爱)          | Wei Wei                                       |
| 19 agosto 2005 | Round VI nazionale Top 5   | Small Town Story (小城故事)                         | Teresa Teng                                   |
| 26 agosto 2005 | Finale nazionale           | Gathering Areca (采槟榔)                            | Teresa Teng                                   |
| 26 agosto 2005 | Finale nazionale           | What's Up?                                          | 4 Non Blondes                                 |
| 26 agosto 2005 | Finale nazionale           | My Beloved Country and I (我和我的祖国)             | Guyi Li                                       |

### 2006:The One
Dopo la fine della competizione, Zhang è invitata all'Università di Sichuan, sua alma mater, per la settimana di orientamento a settembre, dove si esibisce con la propria versione di Any Man of Mine di Shania Twain. Il 26 settembre 2015 diventa il primo concorrente di Super Girl ad ottenere un proprio concerto, a cui partecipano numerose celebrità tra le quali i presentatori Huang Jianxiang e Zeeng Zimo, e il cantante taiwanese Sky Wu. Zhang inoltre firma un contratto con la rete televisiva CCTV per interpretare un ruolo secondario in The Song of the Movie, uno spettacolo musicale prodotto dal musicista pop taiwanese Jonathan Lee. Anche personalità come Harlem Yu e Yuan Quan partecipano al musical, che apre a Pechino il dicembre 2005 e in seguito a Hong Kong.
Il 9 gennaio 2006, viene pubblicato il suo primo EP, Jane.Love, con un budget di 2 milioni di yuan. Contiene sei tracce: 3 canzoni e 3 brani instrumentali e vende oltre 210 000 copie in Cina. Nella classifica delle 100 Celebrità Cinesi di Forbes, Zhang si piazza al cinquantacinquesimo posto.
Il suo album di debutto, The One, è pubblicato l'11 ottobre 2006, il giorno del suo ventiduesimo compleanno. Durante la produzione, Zhang si è recata negli Stati Uniti per collaborare con i produttori discografici Craig Williams e Reid Hyams, gli stessi di Céline Dion e R. Kelly. The One contiene 10 brani, tre dei quali in inglese.
Canta inoltre brani per le colonne sonore di diversi film o serie TV, come Only for Love per The Banquet e Unparalled in the World per The Return of the Condor Heroes, che raggiungono le classifiche cinesi. In particolare, Only for Love, creata insieme al pianista cinese Lang Lang, è candidata a Miglior canzone originale per film agli Hong Kong Film Awards del 2007.

### 2007:Update
Nel febbraio del 2007, viene invitata dal World Peace One (WP1) a far parte del centinaio di artisti e band musicali per registrare il brano Give Your Love, un progetto che punta a promuovere la sensibilizzazione della povertà nei paesi del Terzo Mondo. Zhang è l'unica cantante asiatica a ricevere l'invito.
Zhang si esibisce al suo primo concerto nordamericano il 31 marzo 2007 a Pasadena in California. Anche il noto musicista giapponese Kitarō e Gavin Christopher partecipano al concerto, cantando insieme a Zhang I'll Be There.
Il 28 luglio 2007 tiene un concerto a Pechino dove canta brani da The One e dal suo prossimo album, Update, oltre a Right Here Waiting di Richard Marx e Listen di Beyoncé Knowles. Il 2 agosto 2007 viene pubblicato il suo secondo album, Update, il cui nome rappresenta la crescita dell'artista rispetto a The One. Le canzoni abbandonano il genere mandopop per combinare elementi di R&B e jazz. Una delle tracce, We Are Together, viene prodotta dal progetto United Nations Children's Fund.
Zhang viene invitata, insieme ad altri 130 rinomati artisti cinesi, quali Elva Hsiao, Joey Yung, Alan Tam, Wang Feng, Eason Chan, Hacken Lee e Jackie Chan, per registrare We Are Ready nel luglio 2007 come conto alla rovescia delle Olimpiadi a Pechino 2008. Pubblicato il 2 agosto, il brano è composto da Peter Kam e Keith Chan e richiesto dalla Beijing Organizing Committee. L'8 agosto, tutti gli artisti si sono riuniti in piazza Tiananmen per esibirsi dal vivo. Inoltre Zhang, insieme a Wang Leehom, Stefanie Sun e Wang Feng, registrano il tema ufficiale per la staffetta della torcia olimpica, Light the Passion, Share the Dream.
Zhang canta il brano Huà Xīn (畫心; Painted Heart) per la colonna sonora del film Painted Skin (畫皮).
L'8 dicembre 2007, Zhang si esibisce dal vivo nella sua città natale, Chengdu con canzoni dei suoi due album e del nuovo EP pubblicato, Dear Jane. Inoltre canta per la locandina promozionale del turismo a Chengdu, con il brano I Love This City.

### 2009:Jane@Music
Jane@Music, il terzo album di Zhang, è pubblicato il gennaio del 2009. Ha collaborato con l'artista taiwanese Wang Leehom nel duetto Heart Beat.
Zhang debutta nel panorama musicale televisivo statunitense l'11 maggio 2009 a The Oprah Winfrey Show.

### 2010:Believe in Jane
Believe in Jane, quarto album di Zhang, viene pubblicato nel febbraio 2010. Si esibisce al primo New York China Film Festival annuale, dove vince il premio per Artista cinese più popolare. In seguito rappresenta la Cina al 7th Asia Song Festival in Corea e si incontra con i suoi fan a Singapore nel settembre 2010. In agosto, inizia il proprio Believe in Jane tour con concerti a Pechino, Shanghai, Chengdu e Tianjin. Jane si esibisce con I Believe e The Only al matrimonio della coppia di pattinatrici sul ghiaccio olimpionica Shen Xue e Zhao Hongbo.
Essendo ambasciatrice della Coca-Cola in Cina, collabora con K'naan e Jacky Cheung nella versione cinese di Wavin' Flag per il tour promozionale della World Cup 2010 della Coca-Cola all'Expo 2010 a Shanghai l'8 maggio 2010.
Jane Zhang vince il titolo di Vegetariana più sexy dell'Asia nel 2010 da parte della PETA-Asia Pacific.

### 2015:Terminator Genisys
Zhang pubblica altri due album, Reform nel 2011 e The Seventh Sense nel 2014, oltre ad un album live, Listen to Jane Z Live, nel 2012 e un altro EP, Grateful, nel 2013.
Nel 2015, Zhang contribuisce ad un brano della colonna sonora del film fantascientifico statunitense Terminator Genisys insieme all'artista hip hop Big Sean, intitolato Fighting Shadows.
Agli MTV Europe Music Awards 2015 tenutisi a Milano vince il premio per Miglior artista asiatico, per cui era stata candidata altre due volte nel 2011 e nel 2013.

## Discografia

### Album

#### Album studio
- 2006 – The One
- 2007 – Update
- 2009 – Jane@Music
- 2010 – Believe in Jane[51]
- 2011 – Reform[52]
- 2014 – The Seventh Sense

#### Live
- 2012 – Listen to Jane Z Live[53]

### EP
- 2006 – Jane.Love
- 2007 – Dear Jane
- 2013 – Grateful

## Riconoscimenti
| Anno                | Premio                                      | Categoria                             | Candidato                                             | Risultato       | Fonte  |
| ------------------- | ------------------------------------------- | ------------------------------------- | ----------------------------------------------------- | --------------- | ------ |
| 2007                | Hong Kong TVB8 Awards                       | Top 10 canzoni certificate oro        | 我們說好的 (What We Agreed) da Update                 | Candidato/a     | [ 54 ] |
| 2007                | Hong Kong TVB8 Awards                       | Top 10 canzoni certificate oro        | 這該死的愛 (This Damned Thing Called Love) da The One | Vincitore/trice | [ 55 ] |
| 2007                | Hong Kong TVB8 Awards                       | Artista femminile più popolare (Cina) | Jane Zhang                                            | Vincitore/trice | [ 55 ] |
| 2009                | Hong Kong Film Awards                       | Miglior canzone film originale        | 畫心 (Painted Heart) dal film Painted Skin            | Vincitore/trice |        |
| 2010                | Asia Song Festival                          | Miglior artista asiatico              | Jane Zhang                                            | Vincitore/trice |        |
| 2011                | Mnet Asian Music Awards                     | Miglior artista asiatico              | Jane Zhang                                            | Vincitore/trice | [ 56 ] |
| 2011                | MTV Europe Music Awards                     | Miglior artista mondiale              | Jane Zhang                                            | Candidato/a     | [ 57 ] |
| 2007-2012 (7 volte) | Chinese Song Chart-Beijing Pop Music Awards | Miglior artista femminile (Cina)      | Jane Zhang                                            | Vincitore/trice | [ 58 ] |
| 2013                | Top Chinese Music Awards                    | Miglior artista femminile             | Jane Zhang                                            | Vincitore/trice | [ 59 ] |
| 2013                | Top Chinese Music Awards                    | Artista femminile più popolare        | Jane Zhang                                            | Vincitore/trice |        |
| 2013                | MTV Europe Music Awards                     | Miglior artista cinese o di Hong Kong | Jane Zhang                                            | Candidato/a     | [ 60 ] |
| 2015                | MTV Europe Music Awards                     | Miglior artista asiatico              | Jane Zhang                                            | Vincitore/trice | [ 61 ] |